# 安石路站
安石路站是浙江省宁波市建设中的一座地下城市轨道交通车站，属于宁波轨道交通7号线。车站计划于2026年底启用。

## 车站形制
安石路站位于鄞州区东钱湖镇鄞县大道、安石路口，沿鄞县大道东西向布置。车站为地下二层岛式车站，长274米，宽18.3米，总建筑面积为13750平方米。

## 出口
安石路站规划设置3个出口。